# بولات نيزيمبيتوف
بولات نيزيمبيتوف (مواليد 19 سبتمبر 1972) هو ملاكم كازاخستاني، مثّل بلاده في الألعاب الأولمبية الصيفية 1996.

## روابط خارجية
بولات نيزيمبيتوف على موقع أوليمبيديا (الإنجليزية)